# بطليموس الرابع عشر
بطلميوس الرابع عشر هو الأخ الأصغر لكل من بطليموس الثالث عشر وكليوباترا السابعة.
كان فرعون المملكة البطلمية في مصر، حُيث حكم من 47 حتى وفاته في 44 قبل الميلاد.

## سيرة ذاتية
بعد وفاة أخيه الأكبر بطليموس الثالث عشر ملك مصر في 13 يناير 47 قبل الميلاد، ووفقًا لوصيته، أُعلن بطلميوس الرابع عشر فرعونًا وشارك في الحكم مع اخته الكبرى كليوباترا السابعة. وكان عمره حوالي 12 عامًا عندما اعتلى العرش. كان هو وشقيقته الكبرى كليوباترا متزوجين، لكن كليوباترا استمرت في التصرف كعشيقة للديكتاتور الروماني يوليوس قيصر. يعتبر بطليموس قد حكم بالاسم فقط، كامتياز للتقاليد المصرية، مع احتفاظ كليوباترا بالسلطة الفعلية في الحكم. وعندما تبعت أخته قيصر إلى روما عام 46، رافقها بطليموس. لم يُسجل سوى القليل عن إقامته هناك. ولكن بعد وفاة قيصر، عندما عادت أخته إلى مصر، توفى بطلميوس الرابع عشر. 
هناك نقش يذكره انه كان حيًا بتاريخ 26 يوليو 44 ق.م. من المفترض، ولكن لا يزال من غير المؤكد، أن كليوباترا سممته، ليحل محله ابنها قيصرون، الذي أُعلن حاكمًا مشاركًا مع والدته كليوباترا في 2 سبتمبر 44 قبل الميلاد.